# Pico de Orizaba
Pico de Orizabaⓘ, Citlaltépetl (w języku nahuatl citlal = gwiazda, a tepētl = góra), (5636 m n.p.m.) – czynny lub drzemiący stratowulkan będący najwyższym szczytem Meksyku. Jest położony w południowej części kraju, 120 km na zachód od miasta Veracruz, na granicy stanów Veracruz i Puebla, w pobliżu miasta Orizaba.
Różne źródła i mapy podają rozbieżne dane dotyczące jego wysokości, od 5510 do 5760 m n.p.m. (Encyklopedia PWN i Earthquake Information Bulletin  podają 5700 m n.p.m., zaś Encyklopedia Britannica 5610 m n.p.m.). Trzeci pod względem wysokości szczyt Ameryki Północnej (po Denali (McKinley) i Mount Logan). Zdobyty po raz pierwszy w 1838 lub 1846 r.
Posiada 3 kratery. Istnieją różne informacje dotyczące ostatniego wybuchu: 1687, 1846 lub 1941. Na stokach wulkanu rosną lasy, zaś powyżej 4500 m występują pola firnowe i lodowce.